# Cosmarium kjellmani
Cosmarium kjellmani  là một loài Song tinh tảo trong họ Desmidiaceae, thuộc chi Cosmarium.